# Omskavia
Omskavia (russisch Омскавиа) war eine in der sibirischen Metropole Omsk beheimatete russische Fluggesellschaft. Hervorgegangen ist sie aus dem Flugzeugbestand der Aeroflot.

## Geschichte
Die Gesellschaft wurde am 1. Februar 1994 gegründet. Man bediente zunächst die Strecke Omsk-Moskau und flog auch nach Deutschland. 1996 begann man eine Zusammenarbeit mit der Iran Airtour und Mahan Air.
Die Gesellschaft stand im Einflussbereich der russischen Airline-Manager und Zwillingsbrüder Boris und Alexander Michailowitsch Abramowitsch, die einen Anteil von 70 % an der Airline hielten. Ende 2004 trat die Gesellschaft der AiRUnion-Allianz bei, die aus den Fluggesellschaften der Abramowitsch-Brüder KrasAir, Sibaviatrans, Samara Airlines und Domodedovo Airlines bestand.
Zum Ende des Jahres 2007 sollten die fünf Gesellschaften dann unter dem Namen AirUnion zu einer großen Fluggesellschaft fusionieren, was jedoch auf Grund finanzieller Probleme nie geschah. Omskavia stellte daraufhin am 17. Oktober 2008 den Flugbetrieb ein.

## Ziele
Omskavia flog im Linienverkehr Moskau, Nischnewartowsk und Sotschi in Russland an und Frankfurt am Main, Hannover und Köln in Deutschland. Außerdem bot sie Charterflüge ans Mittelmeer, in den Mittleren Osten (Iran) und nach Thailand an.

## Flotte
(Stand: Mai 2008)
- 02 Tupolew Tu-154B
- 03 Tupolew Tu-154M
- 01 Antonow An-24W

Bestellungen
- 04 Tupolew Tu-214

Die Gesellschaft verfügte über eigene Wartungswerkstätten.